# Valsugana Rugby Padoue (féminines)
Actualités
Le Valsugana Rugby Padova est un club féminin de rugby à XV basé à Padoue, en Vénétie. L'équipe est plus connue sous le nom de ValsuGirls. Fondée en 2007, elle évolue en première division et a remporté 5 titres nationaux. L'équipe réserve joue en deuxième division.
Le club dispose d'équipes féminines dans toutes les catégories d'âge. Ses joueuses sont souvent présentes dans les diverses sélections nationales.

## Histoire
La section féminine du Valsugana est fondée en 2007, ne comptant initialement qu'une équipe de moins de 16 ans. C'est pour la saison 2009-2010 que l'équipe senior fait ses débuts en championnat.
L'adaptation se fait très bien, et l'équipe termine 4e de sa poule. La suite est une progression constante qui voit les ValsuGirls disputer trois demi-finales successives (2012 à 2014) avant de remporter trois titres consécutifs en 2015, 2016 et 2017.
Cinq joueuses sont sélectionnées pour jouer la Coupe du monde 2017 (Ruzza, Giordano, Salvadego, Rigoni et Zangirolami).
Elles perdent leur titre en 2018 contre Colorno (20-29), et échouent à nouveau en finale la saison suivante face à Villorba (15-18).
Le championnat est interrompu pendant deux ans à cause de la pandémie de Covid-19, et en 2022, les ValsuGirls prennent leur revanche sur Villorba et remportent un nouveau scudetto. À la Coupe du monde, le club voit onze de ses joueuses convoquées.
En 2023, les Valsugirls conservent leur titre, encore face à Villorba.
À l'orée du Tournoi des Six Nations, le club voit neuf de ses joueuses sélectionnées, dont la capitaine Elisa Giordano. En fin de saison, l'équipe est battue en finale par Villorba.
Après une nouvelle finale perdue en 2025, Nicola Bezzati est nommé entraineur, Serena Settembri a la responsabilité des trois-quarts.

## Palmarès
- Championnes d'Italie :  2015, 2016, 2017, 2022, 2023
- Finalistes du championnat d'Italie en 2024 et 2025

| Saison    | Classement     | Compétition   | Pts            | MJ             | V              | N              | D              | Phase finale                                       |
| --------- | -------------- | ------------- | -------------- | -------------- | -------------- | -------------- | -------------- | -------------------------------------------------- |
| 2009-2010 | 5e poule Élite | Serie A       | 6              | 10             | 1              | 0              | 9              | non qualifiées                                     |
| 2010-2011 | 4e poule 1     | Serie A       | 6              | 8              | 1              | 1              | 6              | Barragistes (12-18 contre le Red & Blu)            |
| 2011-2012 | 4e poule 1     | Serie A       | 18             | 8              | 4              | 0              | 4              | Demi-finalistes (5-5 et 15-35 contre le Benetton)  |
| 2012-2013 | 4e poule A     | Serie A       | 20             | 10             | 4              | 0              | 6              | Demi-finalistes (21-14 et 8-36 contre le Benetton) |
| 2013-2014 | 3e poule 1     | Serie A       | 28             | 10             | 6              | 0              | 4              | Demi-finalistes (7-38 et 5-29 contre Riviera)      |
| 2014-2015 | 2e poule 1     | Serie A       | 43             | 12             | 11             | 0              | 1              | Championnes (9-5 contre Monza)                     |
| 2015-2016 | 2e poule 1     | Serie A       | 62             | 16             | 13             | 0              | 3              | Championnes (6-0 contre Monza)                     |
| 2016-2017 | 1er poule 1    | Serie A       | 70             | 16             | 14             | 0              | 2              | Championnes (32-0 contre Colorno)                  |
| 2017-2018 | 2e poule 1     | Serie A       | 80             | 18             | 16             | 0              | 2              | Finalistes (20-29 contre Colorno)                  |
| 2018-2019 | 1er poule 1    | Serie A       | 80             | 18             | 16             | 0              | 2              | Finalistes (15-18 contre Villorba)                 |
| 2019-2020 | 1er poule 1    | Serie A       | 45             | 9              | 9              | 0              | 0              | Saison interrompue (pandémie de Covid-19)          |
| 2020-2021 | -              | Serie A       | saison annulée | saison annulée | saison annulée | saison annulée | saison annulée | saison annulée                                     |
| 2021-2022 | 1er poule 1    | Serie A       | 50             | 10             | 10             | 0              | 0              | Championnes (27-10 contre Villorba)                |
| 2022-2023 | 1er            | Eccellenza    | 62             | 14             | 13             | 0              | 1              | Championnes (28-3 contre Villorba)                 |
| 2023-2024 | 1er            | Serie A Élite | 59             | 12             | 12             | 0              | 0              | Finalistes (12-19 contre Villorba)                 |
| 2024-2025 | 2e             | Serie A Élite | 58             | 14             | 12             | 1              | 1              | Finalistes (5-15 contre Villorba)                  |

## Joueuses notables
- Giordana Duca
- Lucia Gai
- Elisa Giordano
- Vittoria Ostuni Minuzzi
- Michela Sillari
- Sofia Stefan
- Emma Stevanin
- Beatrice Rigoni
- Vittoria Vecchini